# Platyischnopus herdmani
Platyischnopus herdmani är en kräftdjursart. Platyischnopus herdmani ingår i släktet Platyischnopus och familjen Platyischnopidae. Inga underarter finns listade i Catalogue of Life.